# 起死回生 (X档案)
《起死回生》（英語：或[DeadAlive] 错误：{{Lang}}：文本有斜体标记（帮助））是美国科幻电视剧《X档案》第八季第15集，由执行制作人克里斯·卡特和弗兰克·斯伯特尼编剧，托尼·沃姆比导演，2001年4月1日通过福克斯电视网在美国首播。本集属主线剧情分集，围绕外星人谜团展开，首播的尼尔森家庭收视比率为7.3，约有1240万户观众收看。节目所获评价褒贬不一，大部分评论欢迎男演员大衛·杜考夫尼回归，但有部分批评节目的情节漏洞。《起死回生》获黄金时段艾美奖杰出化妆奖，是《档案》拿下的最后一座艾美奖。
联邦调查局特工福克斯·穆德被外星人绑架后身亡，搭档丹娜·斯嘉丽和新同事约翰·多格特继续调查人称“档案”的悬案，这些案件大多同超自然现象有关。穆德的遗体下葬后，同被外星人绑架、经判定已经死亡的比利·迈尔斯在验尸前突然“复活”，副局长沃尔特·斯金纳下令掘出穆德的遗体。经过检查，众人得知穆德还有微弱的生命体征。联邦调查局叛变特工亚历克斯·克雷切克利用纳米机器人侵入斯金纳的血液，以此强迫他杀害斯嘉丽腹中胎人。节目最后，穆德顺利苏醒并与斯嘉丽团聚。
《起死回生》是《档案》故事情节的里程碑，穆德在第七季末尾被企图殖民地球的外星人绑架后一度宣告死亡，至此终于回归。两位编剧有意将前期剧情设计成穆德不会回归的效果，来同后面的发展形成反差。本集包含多段需要精心化妆的镜头，首席化妆师马修·蒙格必须在六天内达成所需效果。评论分析的节目主题包括疾病、痛苦、康复、救赎和复活，认为穆德“起死回生”的情节意指耶稣复活。

## 剧情

### 背景
联邦调查局特工福克斯·穆德（Fox Mulder，大衛·杜考夫尼饰）在第七季最后一集《安魂曲》（Requiem）被外星人绑架。特工约翰·多格特（John Doggett，罗伯特·帕特里克饰）从第八季第一集《内》（Within）开始接替穆德的位置，并与丹娜·斯嘉丽（Dana Scully，吉蓮·安德森饰）一起寻找穆德。到第八季第14集《奇迹难觅》（This Is Not Happening），斯嘉丽、多格特和联邦调查局副局长沃尔特·斯金纳（Walter Skinner，米徹·佩勒吉饰）发现多名被绑架的人归来。这些人大都生命垂危，幽浮宗教神秘领袖押沙龙（Absalom，贾德森·斯科特饰）利用耶利米·史密斯（Jeremiah Smith，罗伊·辛尼斯饰）的超能力为他们治疗。斯嘉丽前往这些人的营地，最后在树林里发现穆德的尸体。

### 本集情节
穆德下葬三个月后，多格特有机会升职。斯嘉丽很快要休产假，所以多格特离开的话，档案部将被关闭。与其同时，拖网渔船发现比利·迈尔斯（Billy Miles，扎卡里·安斯利饰）的尸体，此人曾与穆德在几乎同一时间被外星人绑架。迈尔斯的“尸体”已经开始腐烂，但却在验尸台上突然苏醒，斯金纳得知后担心穆德是被活埋，不顾多格特的反对下令掘出遗体。棺材打开时，穆德的身体也已开始腐烂，但却出人意料地表现出微弱生命体征。
斯嘉丽发现连接生命保障系统的迈尔斯出现两次心跳。联邦调查局副局长阿尔文·克什（Alvin Kersh，小詹姆斯·皮肯斯饰）告诉多格特不必再调查穆德遇害案，但多格特没有理睬。斯金纳经过走廊时，亚历克斯·克雷切克（Alex Krycek，尼古拉斯·李饰）启动之前注入斯金纳血液的纳米机器人。斯金纳痛苦至极，克雷切克在电梯现身，自称拥有能救活穆德的疫苗，但斯金纳必须确保斯嘉丽腹中胎儿不会出生才能拿到，克雷切克没有说明此举的原因。迈尔斯独自在病床上醒来，身上腐烂的肌肉在洗澡时掉落，从露出的躯体来看他很健康。迈尔斯向斯嘉丽和多格特宣称，绑架他的外星人心存善意，想要拯救人类。但斯嘉丽拿到的化验结果表明迈尔斯的已经大变，他现在完成是另一种生物。斯金纳后来告诉斯嘉丽有办法治好穆德，但没有说明克雷切克的要求。
斯嘉丽根据医学化验结果发现，被绑架的人受外星病毒感梁，这种病毒能让他们长时间存活，直到体内完成彻底的基因转变，迈尔斯便是如此。多格特从斯嘉丽口中得知上述发现后找到押沙龙，押沙龙一直认为被绑架的人复活后就变成外星人，这就是外星人征服地球的手段。经过反复思量，斯金纳决定关掉穆德的生命保障系统让他安乐死，但在紧要关头被多格特发现。斯金纳说明克雷切克的要求，但多格特认为斯金纳根本不需要考虑这样的无理要求，斯嘉丽的孩子不会死，穆德也不会向病毒屈服。多格特在联邦调查局总部停车场追踪克雷切克，但差点被对方用车撞死，克雷切克还在逃走前摧毁能治好穆德的疫苗。狼狈的多格特回到医院，承认斯金纳不信任克雷切克的选择完全正确。斯嘉丽赶来为救治穆德准备，声称生命保障系统能加快病毒生效，所以斯金纳关掉生命保障系统之举实际上救了穆德。斯嘉丽准备用组合抗病毒药剂杀灭病毒，但需要先保持病人体温稳定。
穆德苏醒过来看到床边的斯嘉丽，问她“你是谁？”斯嘉丽以为穆德丧失记忆，但很快发现他在恶作剧。两人一起大笑，穆德询问“有没有人想我？”斯嘉丽流下眼泪。克什对多格特不听指挥表示不满，决定不提拔他，多格特表示要继续在档案部与斯嘉丽和穆德合作。

## 制作

### 编剧

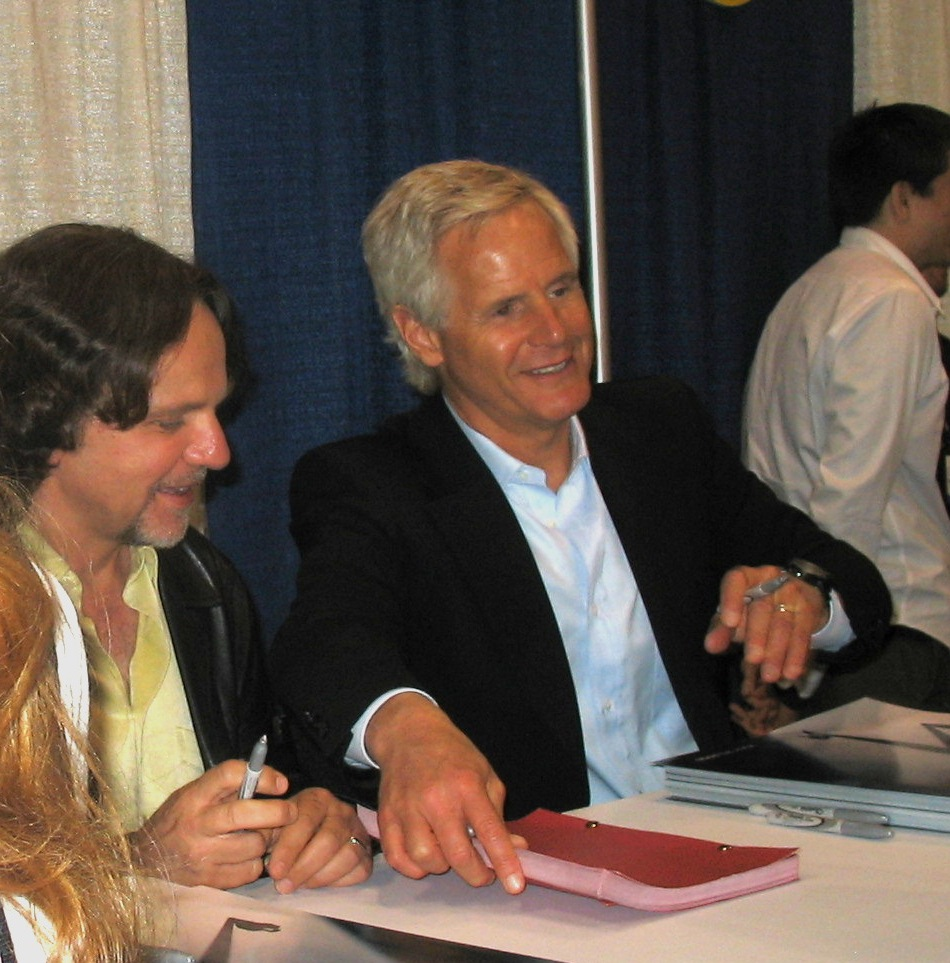
《起死回生》由执行制作人克里斯·卡特（右）和弗兰克·斯伯特尼（左）共同编剧

第七季开播后，许多演员和剧组成员认为这应该是《档案》的最后一季。克里斯·卡特希望节目停播前能有完善的结局，在第七季最后一集《安魂曲》安排许多曾在全剧第一集亮相的角色回归，其中又以扎卡里·安斯利（Zachary Ansley）饰演的比利·迈尔斯最有名。福克斯确认续订第八季后，剧中涉及的外星人谜团无论是从剧情实际发展需要还是艺术创作角度考虑都需要改变。《档案》前七季男主角大衛·杜考夫尼在第七季制作期间身陷旷日持久的官司，无法全职参与节目。制作人聘请罗伯特·帕特里克填补空缺，杜考夫尼后来同意在第八季回归出演半数分集，《起死回生》就是他全职回归的作品。本集编剧兼执行制作人弗兰克·斯伯特尼（Frank Spotnitz）指出，电视剧原本设定的谜团早在第六季第12集《父与子》下集（One Son）和第七季第11集《解脱》（Closure）已基本收尾。为展开谜团“新篇章”，解释杜考夫尼的缺席，第八季的早期分集主要关注搜寻穆德，后期再引入超级战士。在卡特看来，节目风格和演员变更后，第八季便是“穆德－斯嘉丽时代”的终点。
斯伯特尼希望《起死回生》从一开始就令观众感到震撼，然后在电视机前坚持看完，对此他觉得最好是展示穆德的葬礼。斯伯特尼称，这不但是因为英雄之死足够震撼，也因为大家都想不到本集会以葬礼开场。“我们真把他埋了……就像用实际行动证明决心一样，观众都不敢相信这种事儿你真做得出来”。葬礼的拍摄成本很高，包括斯嘉丽母亲扮演者希拉·拉肯（Sheila Larken）在内的众多演员需要专门为此搭飞机赶到拍摄现场。据斯伯特尼事后回忆，虽然的确很费钱，但穆德的葬礼不可能没有这些人参与，所以剧组别无选择。《起死回生》是在加利福尼亚州摄制，剧组面临“巨大的财务压力”，但前景镜头还是用真正的雪拍摄，背景也在後期製作时染成白色。另据斯伯特尼表示，这些情节的创作和演出都很有趣，毕竟能这样戏弄观众实在过瘾。
经杜考夫尼要求，斯伯特尼和卡特大幅增加斯金纳的戏份，让人物身陷“伦理困境”，在是否杀死斯嘉丽的胎儿或穆德间左右为难。斯伯特尼认为，斯金纳最终行为的实际效果，特别是关闭穆德生命保障系统部分，是剧中颇为出彩的意外转折。斯嘉丽的情节部分源自1954年电影《天老地荒不了情》（Magnificent Obsession），该片讲述青年男子意外导致女子双目失明，为弥补罪孽而当上医生。斯伯特尼称，“我们想象穆德手术时斯嘉丽也在手术室，那个时候我就想到这部电影，而且有很不好的联想。”

### 拍摄和特效
《起死回生》是托尼·沃姆比（Tony Wharmby）导演的第二集《档案》，上一集是第八季第七集《否定之旅》（Via Negativa），也是斯伯特尼编剧，后者称赞《起死回生》的导演表现“太棒了”。与第六至九季《档案》绝大多数分集一样，本集大部分镜头是在洛杉矶周边地区摄制。斯伯特尼设法获得足够资金，确保拖网渔船的镜头能在洛杉矶近海拍摄，他对拍出来的效果“非常满意”。他还透露，《档案》在温哥华拍完第五季后变更主取景地，此后約翰·埃德加·胡佛大樓外景就变得重要许多，故而斯金纳因纳米机器人启动倒地的镜头几乎全部是在联邦调查局走廊外景拍摄。这场戏让人想到第六季第九集，克雷切克利用纳米机器人令斯金纳中毒。

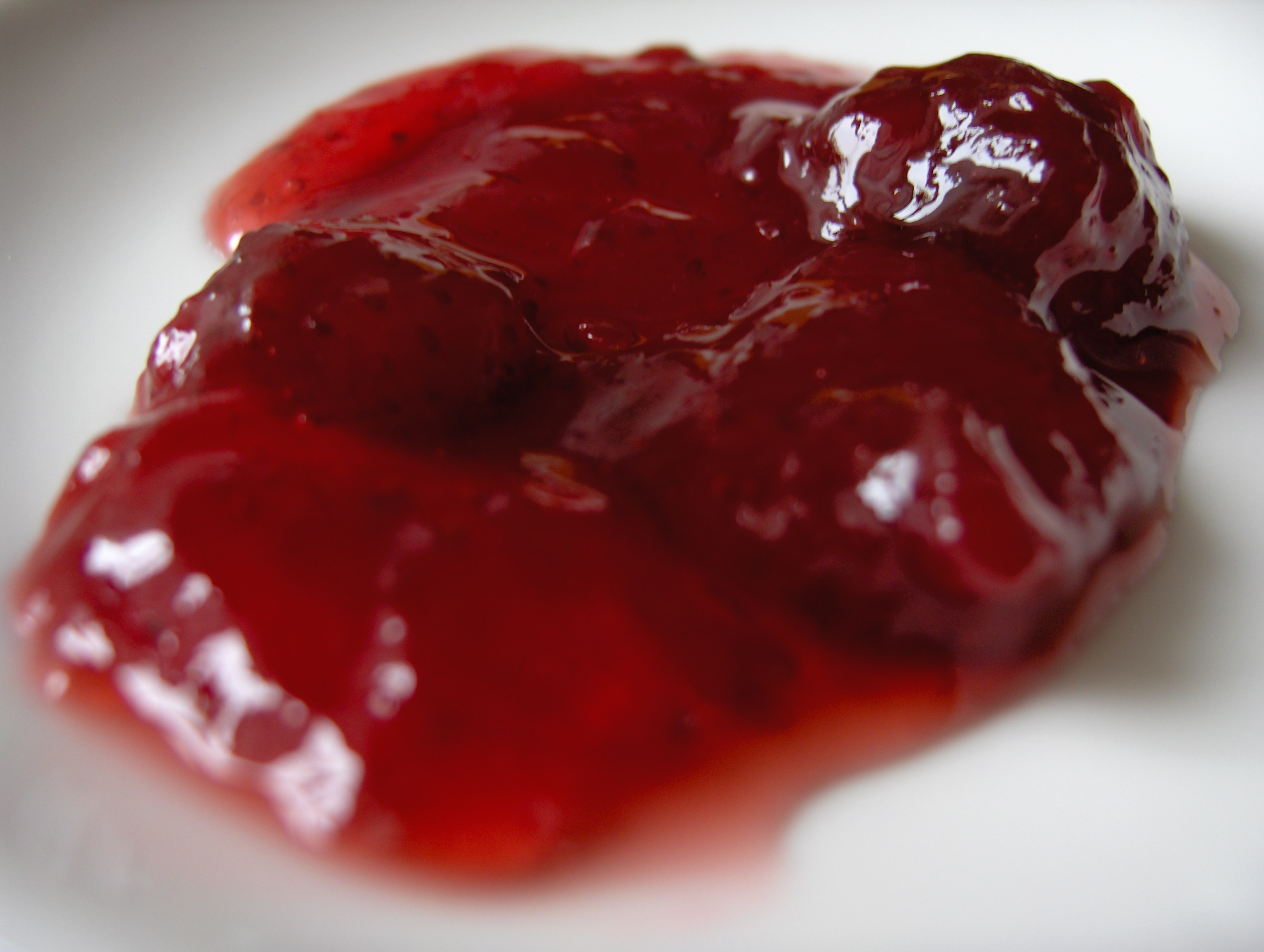
剧组用草莓酱（图）及其他物品制作腐肉脱落的效果

化妆特效师马修·蒙格（Matthew Mungle）负责制作穆德和迈尔斯“尸体”腐烂的效果。斯伯特尼对迈尔斯接受验尸桥段的效果特别满意，感觉就像工作做完大半还能发现惊喜。人体在水中腐烂的程度更为严重，会变形到不可能辨别身份，剧中迈尔斯的“尸体”腐烂程度轻于现实。为拍出所需效果，剧组先用石膏绷带制作安斯利身体正、背面的模型，再用玻璃纤维根据模型制作假体。假体再经水沾土雕刻，达成臃肿尸体的外观。接下来剧组还需制作粘土模具和乳胶紧身衣裤。蒙格在制作期间把照片发给卡特，直到获得最终批准。为拍摄麦尔斯洗澡的镜头，化妆师在演员皮肤上涂抹草莓酱等物品制成的“红色粘质”，上面再覆上氨基甲酸乙酯制成的假皮肤，热水冲洗时就能形成腐肉脱落的效果。蒙格仅有六天时间制作剧中所需道具，据他事后回忆，得知镜头内容后，他曾担心即便能设法达成需要的效果，也不能在电视上播放。获福克斯电视网批准后，斯伯特尼称赞镜头效果“生动到可怕”，对这些内容通过审查颇感意外，因为拥有同样镜头的电影都很难评为级。
受合同制约，杜考夫尼只能在部分日期参与拍摄。对此斯伯特尼笑称花全款只买来部分时段服务，而且男演员大部分时间都躺在医院病床上装死。他还觉得，如果杜考夫尼能够投入更多时间，节目甚至人物发展或许都能更进一步。部分包含穆德的镜头实际上是由其他演员代替，例如开棺看到的尸体就是替身戴上杜考夫尼头部的面具。头部化妆师切里·蒙特桑托-梅德卡尔夫（Cheri Montesanto-Medcalf）事后表示：“大家都没看出来，所以肯定很棒。”她在后面镜头使用蛋清和面膜让杜考夫尼和特技替身的皮肤看上去显得老化、干裂。

## 主题

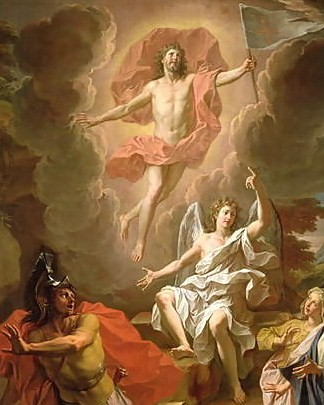
评论将穆德苏醒与耶稣复活相比

《起死回生》与第八季其他许多分集共同探讨“人类的复活和救赎……疾病、痛苦和康复”。这些主题在全季第一集《内》就展现出来，斯嘉丽在剧中看到穆德的墓碑；之后又在第11集《天赋》（The Gift）延续，剧中涉及穆德脑中无法手术的肿瘤，以及约翰·多格特短暂死亡后的复活。复活的主题在《起死回生》中全面铺开，比利·迈尔斯的“尸体”在验尸前苏醒，已下葬三个月之久的穆德也“起死回生”。该主题还在之后的分集浮现，如第九季第11集《再生情缘》（Audrey Pauley）。
《档案》有许多分集把穆德塑造成耶稣般的人物，《起死回生》便是其一。艾米·唐纳森（Amy Donaldson）的著作《我们愿意相信》（[We Want to Believe] 错误：{{Lang}}：文本有斜体标记（帮助））指出，穆德曾“多次复活”，但本集的戏剧效果最强。她把穆德复活与耶稣复活相提并论，还觉得穆德更胜一筹，因为他“在坟里一待就是三个月，而不仅仅是三天”。牧师在穆德的葬礼上念诵《約翰福音》第11章第25至26节：“活着并相信我的人永远不死”，据福音记载，这是耶稣复活拉撒路时所说的话，许多圣经学者认为，这句话也预示耶稣的复活。《档案》第七季第四集《千禧年》中的招魂法师企图背诵这段经文来复活死者，但因心术不正，“复活”的尸体都沦为喪屍。相比之下，《起死回生》中穆德苏醒后身心都恢复常态。
唐纳森还将节目第八季与福音书联系起来，第九季与《使徒行传》联系起来。福音书记载耶稣复活后就离开追随者，由他们去传播他的话语。《新約聖經》第五卷《使徒行传》也有相同记载。《档案》中的穆德经历类似：“起死回生”后，他参与多起案件调查，然后又在第九季开局《今日无大事》（Nothing Important Happened Today）消失，斯嘉丽、多格特和莫妮卡·雷耶斯（Monica Reyes）在第九季继续他的征程。

## 播映和反响

### 收视率和家用媒体
《起死回生》于2001年4月1日通过福克斯电视网在美国首播，共吸引1240万户观众收看。节目的尼尔森家庭收视比率为7.3/11，代表所有装有电视的家庭中有7.3%观看本集，同时所有当时在看电视的观众则有11%选择《起死回生》。本集获第53届黄金时段艾美奖杰出化妆奖，是《档案》拿下的最后一座艾美奖。2001年8月6日，《起死回生》的单集數碼多功能影音光碟率先在英国发行（二区）。2003年11月4日，节目与第八集其他分集共同发布套装。《起死回生》后来还与其他涉及“超级战士”的分集一起发行《X档案神话第四卷：超级战士》（The X-Files Mythology, Volume 4 – Super Soldiers）收藏版。

### 评价

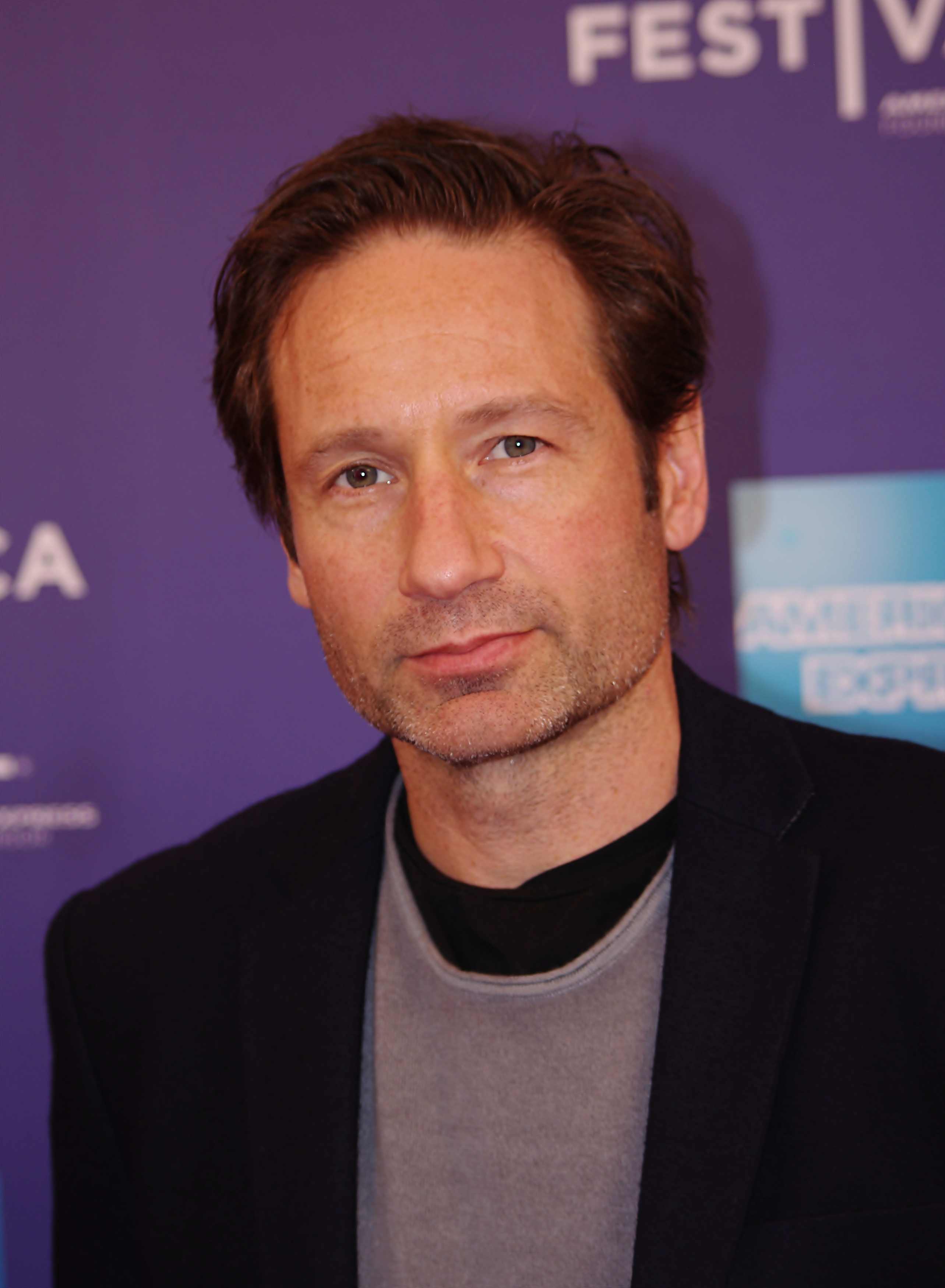
许多评论家很高兴看到大衛·杜考夫尼扮演的福克斯·穆德回归

《起死回生》所获评价褒贬不一，许多评论员很高兴福克斯·穆德回归，但也有评论批评剧中情节存在多处漏洞而且过于复杂。罗伯特·希尔曼（Robert Shearman）和拉尔斯·皮尔森（Lars Pearson）的著作《希望相信：档案批判指南，千禧年与孤胆枪手》（[Wanting to Believe: A Critical Guide to The X-Files, Millennium & The Lone Gunmen] 错误：{{Lang}}：文本有斜体标记（帮助））给予本集满星好评，赞赏剧中幽默和简明的情节如同“蛋糕上的刨冰”（意即锦上添花）。两人称赞节目与气氛沉重且充满不详预兆的上集《奇迹难觅》相比风格截然不同，觉得《起死回生》融科幻、动作、恐怖以及对《档案》谜团的重新审视于一体。无遗憾电视（Television Without Pity）网站的杰西卡·摩根（Jessica Morgan）给予本集“−”（最高+）好评，称：“别再走了大卫！不管我说过你什么坏话都全部收回！我一如既往地爱你，直到永远！”
乔治·阿瓦罗斯（George Avalos）和迈克尔·利特克（Michael Liedtke）也在《康特拉科斯塔时报》（Contra Costa Times）发文为穆德和克雷切克回归喝彩，两人认为第八季的许多分集表现都很出色，对此更加积极参与节目制作的克里斯·卡特是最大功臣，毕竟《档案》与他关系最为密切。《影音俱乐部》的扎克·汉德伦（Zack Handlen）打分“+”（最高+），称赞剧中对穆德复活的处理令人信服，之前安排主角“死去”的情节也是如此，由此可以看出节目的品质。他还特别赞扬本集在结局基本注定的前提下仍然能够保持悬念，觉得安德森虽然很大程度上在这集沦为配角，但表演值得肯定，而且很高兴看到克雷切克回归。不过，汉德伦感觉《起死回生》得出的结论“经不起推敲”，但在穆德和斯嘉丽最终团聚的镜头得到弥补。
（字面义为“神奇影院”）刊登宝拉·维塔里斯（Paula Vitaris）的文章，对本集评分仅一星半（最高四星）。她批评剧情存在多处漏洞，如穆德连续三个月没有食物和水居然还能存活，而且他下葬前居然既未检尸也未防腐处理。汤姆·凯塞尼奇（Tom Kessenich）在2002年的著作中批评本集情节“呆板且令人费解”，感觉节目对福克斯·穆德真正离开《档案》奠定基础进入倒计时。不过，他称赞安德森的表演很有效率，令人信服。
杂志于2011年评选《档案》“十大复活”，《起死回生》排名第六，称这集让穆德在一年后的《真相》（The Truth）相度现身成为可能。不过，杂志批评本集剧情太过复杂，而且穆德回归显得罗伯特·帕特里克饰演的特工多格特“有点多余”。亚历克斯·扎尔本（Alex Zalben）在UGO网络发文对比《危机边缘》和《档案》分集，将《起死回生》评为最佳复活分集，比《危机边缘》的《出土》（Unearthed）更优秀。不过扎尔本表示，两集节目一定程度而言都不怎么样，《起死回生》胜出关键是结尾的团聚。

### 脚注
1. 1 2  The X-Files: The Complete Eighth Season & Fox Broadcasting Corporation.
2. ↑  The X-Files, Season 8, iTunes Store & Apple.
3. ↑  The X-Files – 'DeadAlive', TheXFiles.com & Fox Broadcasting Company.
4. ↑  Shapiro (2000), pp. 266–277.
5. ↑  Within & BBC Cult.
6. ↑  This Is Not Happening & BBC Cult.
7. 1 2  Morgan 2001.
8. ↑  Pergament 1999.
9. 1 2 3 4  The Truth Behind Season 8 & Fox Broadcasting Company.
10. ↑  Kessenich (2002), p. 80.
11. ↑  Kessenich (2002), p. 145.
12. ↑  Spotnitz (2005), 33:36–34:02.
13. ↑  Spotnitz (2005), 8:42–10:47.
14. ↑  Spotnitz (2005), 0:27–0:47.
15. ↑  Spotnitz (2005), 0:47–0:55.
16. ↑  Spotnitz (2005), 1:21–1:40.
17. ↑  Spotnitz (2005), 0:59–1:09.
18. ↑  Spotnitz (2005), 1:09–1:16.
19. ↑  Spotnitz (2005), 0:20–026.
20. ↑  Spotnitz (2005), 1:50–1:54.
21. ↑  Spotnitz (2005), 36:03–36:11.
22. ↑  Spotnitz (2005), 30:57–31:08.
23. ↑  Spotnitz (2005), 39:33–39:43.
24. ↑  Spotnitz (2005), 38:45–39:19.
25. ↑  Spotnitz (2005), 7:06–7:08.
26. ↑  Fraga (2010).
27. ↑  Spotnitz (2005), 6:43–6:45.
28. ↑  Spotnitz (2005), 18:27–19:02.
29. ↑  Spotnitz (2005), 7:38–7:45.
30. ↑  Spotnitz (2005), 8:17–8:19.
31. 1 2 3 4 5  Ray 2002，第46–47頁.
32. ↑  Soldan 2003.
33. ↑  Spotnitz (2005), 22:24–22:26.
34. ↑  Spotnitz (2005), 2:24–2:30.
35. ↑  Spotnitz (2005), 2:38–2:42.
36. ↑  Hurwitz and Knowles (2008), p. 192.
37. 1 2  Kellner (2003), p. 155.
38. 1 2  Donaldson (2011), p. 11.
39. 1 2 3  Donaldson (2011), pp. 210–211.
40. ↑  The List, Business to Business Magazine & Crain Communications.
41. ↑  Ray 2001，第26頁.
42. ↑  The X-Files, Emmys.com & Academy of Television Arts & Sciences.
43. 1 2  Hurwitz and Knowles (2008), p. 241.
44. ↑  Wharmby 2001.
45. ↑  Manners 2006.
46. ↑  Manners 2005.
47. 1 2 3  Shearman and Pearson (2010), p. 243.
48. ↑  Avalos & Liedtke 2001.
49. 1 2 3  Handlen 2013.
50. ↑  Vitaris 2002，第42–49頁.
51. 1 2  Kessenich (2002), pp. 163, 165.
52. ↑  Top 10 Resurrections – The X-Files – Agent Mulder, SFX & Future Publishing.
53. 1 2  Zalben 2010.

### 书籍和期刊
- Donaldson, Amy. . Cascade Books. 2011. ISBN 9781606083611.
- Fraga, Erica. . CreateSpace. 2010. ISBN 9781451503418.
- Hurwitz, Matt; Knowles, Chris. . Insight Editions. 2008. ISBN 9781933784809.
- Kellner, Douglas. . Routledge. 2003. ISBN 9780415268288.
- Kessenich, Tom. . Trafford Publishing. 2002  [2020-09-01]. ISBN 9781553698128.
- Shapiro, Marc. . Harper Prism. 2000  [2020-09-01]. ISBN 9780061076114.
- Shearman, Robert; Pearson, Lars. . Mad Norwegian Press. 2009. ISBN 9780975944691.
- Ray, Roxie. . Cinefantastique. 2002-04, 34 (2): 46–47.
- Vitaris, Paula. . Cinefantastique. 2002-04, 34 (2): 42–49.

### 家用媒体、报纸和网页
- (音像媒体说明). Kim Manners, et al. Fox Broadcasting Corporation. 2000.
- Spotnitz, Frank. . The X-Files Mythology, Volume 4 – Super Soldiers: 20th Century Fox Home Entertainment. 2005.
- . iTunes Store. Apple.   [2020-09-01]. （原始内容存档于2019-11-30）.
- . TheXFiles.com. Fox Broadcasting Company. 2002-02  [2003-08-03]. （原始内容存档于2003-08-03）.
- . BBC Cult. BBC.   [2010-10-10]. （原始内容存档于2010-10-10）.
- . BBC Cult. BBC.   [2010-06-11]. （原始内容存档于2010-06-11）.
- Morgan, Jessica. . Television Without Pity. NBCUniversal. 2001-04-02  [2013-02-03]. （原始内容存档于2013-02-03）.
- Carter, Chris;  et al.  (DVD). The X-Files: The Complete Eighth Season: Fox Broadcasting Company. 2001.
- Pergament, Alan. . The Buffalo News (Berkshire Hathaway). 1999-01-18  [2016-05-05]. （原始内容存档于2016-05-05）.
- Soldan, Penny. . TV Editor. 2003-04-18  [2012-09-16].
- Handlen, Zack. . The A.V. Club. The Onion. 2013-11-23  [2020-09-01]. （原始内容存档于2019-11-16）.
- . SFX (Future Publishing). 2011-05-24  [2011-08-08]. （原始内容存档于2011-08-08）.
- Zalben, Alex. . UGO Networks. IGN Entertainment. 2010-04-05  [2012-10-29]. （原始内容存档于2012-10-29）.
- Ray, Kenneth. . Broadcasting & Cable. 2001-04-09: 26.
- . Business to Business Magazine (Crain Communications). 2001-04-30  [2012-11-26].
- . Emmys.com. Academy of Television Arts & Sciences.   [2020-09-01]. （原始内容存档于2020-08-28）.
- Wharmby, Tony.  (DVD). 20th Century Fox Home Entertainment. 2001  [2020-09-01]. （原始内容存档于2017-09-04）.
- Manners, Kim;  et al.  (DVD). 20th Century Fox Home Entertainment. 2006  [2020-09-01]. （原始内容存档于2016-03-07）.
- Manners, Kim;  et al.  (DVD). 20th Century Fox Home Entertainment. 2005.
- Avalos, George; Liedtke, Michael. . Contra Costa Times (MediaNews Group). 2001-04-06.